# Северна чаквала
Северните чаквали (Sauromalus ater) са вид влечуги от семейство Игуанови (Iguanidae).
Разпространени са в пустините в северозападно Мексико и югозападните Съединени американски щати. Те са едри гущери, достигащи 50 сантиметра обща дължина и маса от 900 грама. Хранят се главно с цветове, листа и плодове на растения, най-често на чапарал (Larrea tridentata).